# Antonio Margheriti
Antonio Margheriti, född 19 september 1930 i Rom, död 4 november 2002 i Monterosi, Viterbo, var en italiensk filmskapare. Han är känd för sina science fiction-, skräck- (specifikt gotisk skräck), spagettiwestern- och actionfilmer. De flesta av filmerna regisserades under artistnamnet Anthony M. Dawson.
Han var den enda italienska regissör som arbetade direkt för produktionsföretag som MGM, United Artists, 20th Century Fox, Columbia Pictures etc.